# Toyota TS050 Hybrid
Der Toyota TS050 Hybrid ist ein Sportwagen-Prototyp, der von Toyota nach LMP1-Reglement entwickelt und gebaut wurde. Der Wagen ist der Nachfolger des 2014 und 2015 in der FIA-Langstrecken-Weltmeisterschaft eingesetzten Toyota TS040 Hybrid.

## Entwicklung
Noch während der für Toyota enttäuschenden FIA-Langstrecken-Weltmeisterschaft 2015 kündigte Toyota den TS050 Hybrid an. Der Wagen sollte ein neues Technikkonzept bekommen, welches eigentlich erst für 2017 gedacht war. Vorgestellt wurde der Rennwagen am 24. März 2016 auf dem Circuit Paul Ricard.
Neu ist ein V6-Biturbo-Motor, der eine größere Effizienz als der im Vorgänger verbaute V8-Saugmotor bietet. Für die Kraftübertragung wird ein sequenzielles Siebenganggetriebe verwendet.
An Vorder- und Hinterachse befindet sich jeweils ein Elektromotor. Die Hochleistungskondensatoren zum Speichern der elektrisch zurückgewonnenen Energie wurden durch Lithium-Ionen-Batterien ersetzt. Durch diese Änderungen konnte der Toyota TS050 in die Acht-Megajoule-Klasse, die höchste Hybrid-Klasse der FIA-Langstrecken-Weltmeisterschaft 2016, eingestuft werden. Auch wurde die Aerodynamik weiterentwickelt, zugunsten eines geringeren Luftwiderstandes wurde auf Abtrieb verzichtet.
Im Januar 2018 wurde mit dem Toyota GR Super Sport Concept eine Studie vorgestellt, die technisch auf dem TS050 basiert und den Antrieb weitestgehend unverändert aus dem Rennwagen übernimmt. Eine Serienfertigung als straßenzugelassener PKW in kleiner Auflage ist vorgesehen.

## Renneinsätze
Toyota setzte zwei TS050 in der FIA-Langstrecken-Weltmeisterschaft 2016 inklusive der 24 Stunden von Le Mans ein. Der Wagen konnte das 6-Stunden-Rennen in Fuji gewinnen, in Le Mans wurde das Rennen kurz vor Schluss noch verloren, nachdem der in Führung liegende Wagen drei Minuten vor Rennende wegen eines Defektes am Antriebsstrang liegenblieb. 2018 belegten die beiden TS050 den 1. und 2. Platz beim 24-Stunden-Rennen von Le Mans und sicherten Toyota so den ersten Le-Mans-Sieg. 2019 wiederholte Toyota mit den beiden TS050 den Doppelsieg des Vorjahres.

## Fahrerbesetzung
Da der Toyota-Werksfahrer Alexander Wurz sein Karriereende bekanntgab, wurde er durch Kamui Kobayashi ersetzt.
| Startliste         | Startliste          | Startliste          | Startliste | Startliste       | Startliste        | Startliste       | Startliste        |
| Nr.                | Team                | Fahrzeug            | Reifen     | Fahrer           | Fahrer            | Fahrer           | Fahrer            |
| ------------------ | ------------------- | ------------------- | ---------- | ---------------- | ----------------- | ---------------- | ----------------- |
| WEC-Saison 2016    |                     |                     |            |                  |                   |                  |                   |
| 5                  | Toyota Gazoo Racing | Toyota TS050 Hybrid | M          | Kamui Kobayashi  | Stéphane Sarrazin | Mike Conway      |                   |
| 6                  | Toyota Gazoo Racing | Toyota TS050 Hybrid | M          | Anthony Davidson | Sébastien Buemi   | Kazuki Nakajima  |                   |
| WEC-Saison 2017    |                     |                     |            |                  |                   |                  |                   |
| 7                  | Toyota Gazoo Racing | Toyota TS050 Hybrid | M          | Kamui Kobayashi  | Stéphane Sarrazin | Mike Conway      | José María López  |
| 8                  | Toyota Gazoo Racing | Toyota TS050 Hybrid | M          | Anthony Davidson | Sébastien Buemi   | Kazuki Nakajima  | Stéphane Sarrazin |
| 9                  | Toyota Gazoo Racing | Toyota TS050 Hybrid | M          | Yūji Kunimoto    | Nicolas Lapierre  | José María López | Stéphane Sarrazin |
| WEC-Saison 2018/19 |                     |                     |            |                  |                   |                  |                   |
| 7                  | Toyota Gazoo Racing | Toyota TS050 Hybrid | M          | Mike Conway      | Kamui Kobayashi   | Jose Maria Lopez |                   |
| 8                  | Toyota Gazoo Racing | Toyota TS050 Hybrid | M          | Sébastien Buemi  | Kazuki Nakajima   | Fernando Alonso  |                   |